# Mara (Włochy)
Mara – miejscowość i gmina we Włoszech, w regionie Sardynia, w prowincji Sassari. Graniczy z Cossoine, Padria, Pozzomaggiore i Villanova Monteleone.
Według danych na rok 2004 gminę zamieszkiwało 808 osób, 44,9 os./km².